# Wu Ching-Kuo

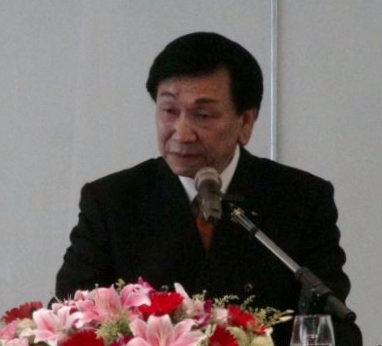
Wu Ching-kuo, 2013.

Wu Ching-kuo (chinesisch 吳經國, Pinyin Wú Jīngguó, W.-G. Wu Ching-kuo; * 18. Oktober 1946 in Chongqing) ist ein taiwanischer Sportfunktionär, Ingenieur und Unternehmer. Von 2006 bis 2017 war er Präsident der Association Internationale de Boxe Amateure (AIBA).

## Leben
Wu studierte an der Tunghai-Universität in Taiwan und an der Oxford-Universität in England Ingenieurswesen. Von 1988 bis 2020 war Wu Mitglied des Internationalen Olympischen Komitees. Wu ist Präsident des taiwanesischen Unternehmens C.K. Wu & Associates International und Vorsitzender des Unternehmens GRC Development Co. Ltd.
2013 verlieh ihm die United States Sports Academy in Daphne die Ehrendoktorwürde.